# 卡特琳湖

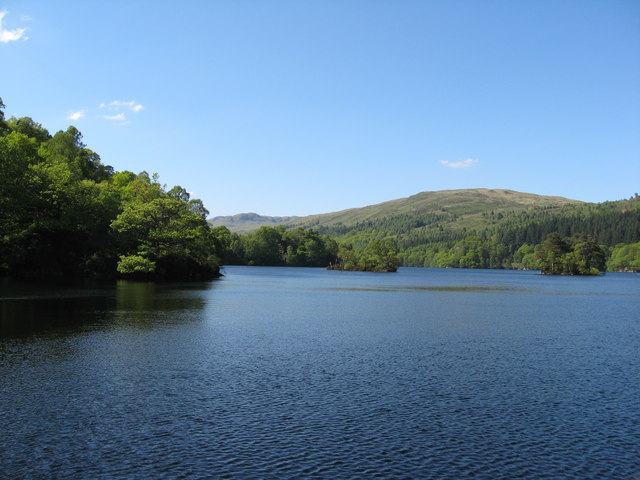
卡特琳湖

卡特琳湖（英語：Loch Katrine）是蘇格蘭高地地區的一個淡水湖，最長處長13（8.1英里），最寬處寬1（0.62英里）。這裡是格拉斯哥及附近地區居民的一個熱門觀光地。自1859年開始，該湖是格拉斯哥及其附近地區的主要水源之一。

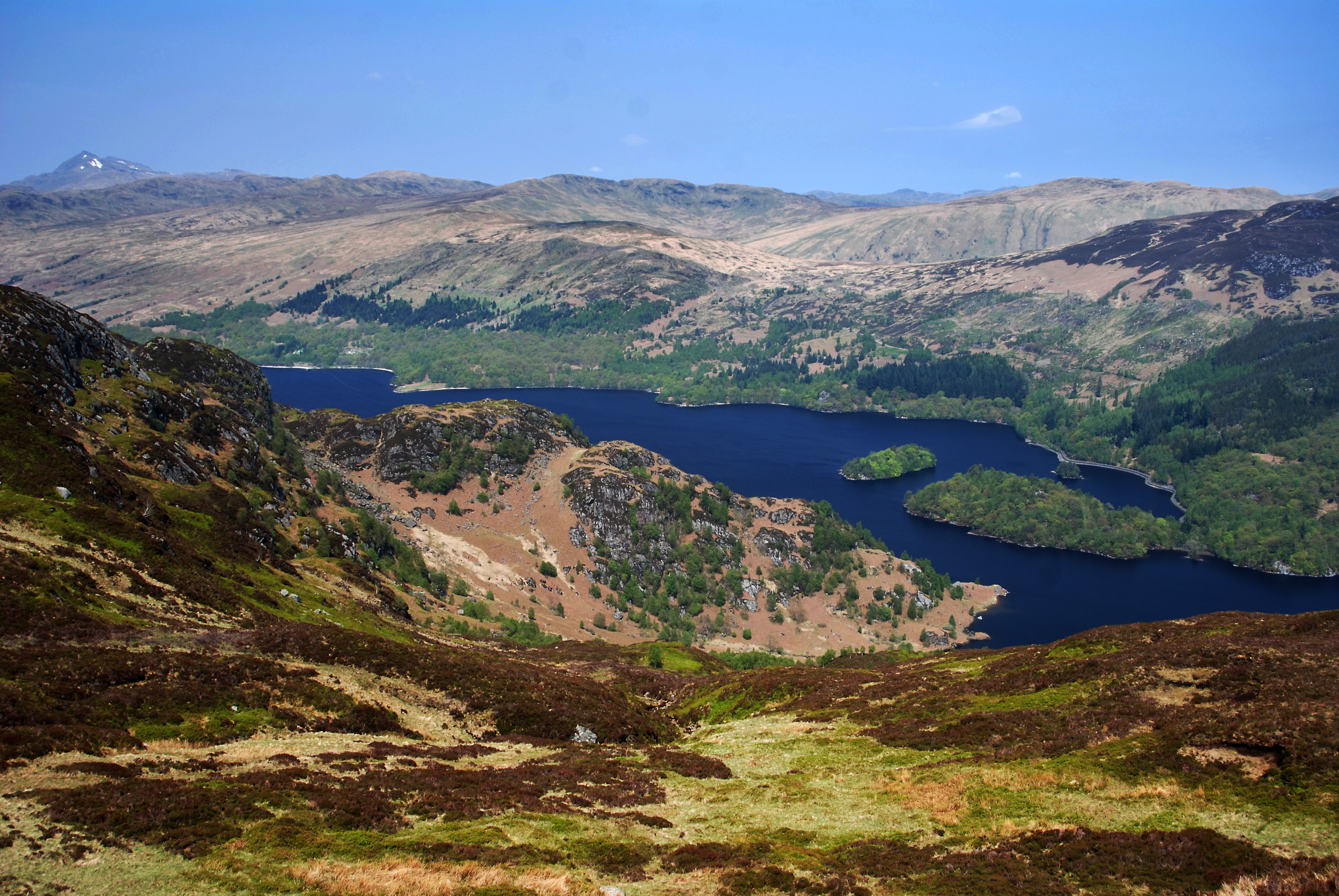
俯瞰